# ドルジスレン・スミヤ
ドルジスレン・スミヤ（Dorjsuren Sumiya 1991年3月11日 - ）は、モンゴルのオブス県出身の柔道選手。階級は57kg級。身長162cm。2段。

## 人物
2008年の北京オリンピックでモンゴルに史上初の金メダルをもたらしたナイダン・ツブシンバヤルに憧れ、同年にウランバートルで柔道を始めた。2012年のグランプリ・デュッセルドルフとアジア選手権で3位になった。ロンドンオリンピックでは初戦で韓国の金珍迪に判定で敗れた。2013年のアジア選手権とグランドスラム・バクーでは3位だったが、ワールドマスターズではフランスのオトーヌ・パヴィアを破って優勝を飾った。地元で開催されたグランプリ・ウランバートルでも優勝した。2014年の世界選手権では5位にとどまったものの、世界団体では2位となった。アジア大会では3位だった。2015年のワールドマスターズでは2連覇を飾った。さらにグランプリ・ウランバートルで2年ぶりに優勝すると、その僅か3日後にはユニバーシアードに出場して優勝を飾った。世界選手権では準々決勝で日本の松本薫と対戦し有効で敗れたが、その後敗者復活戦を勝ち上がって3位になった。2016年にはワールドマスターズで3連覇を飾った。リオデジャネイロオリンピックでは準決勝で松本を開始早々の背負投で破るも、決勝で地元ブラジルのラファエラ・シルバに敗れて銀メダルに終わった。この決勝では、開始1分過ぎにシルバがドルジスレンの支釣込足を朽木倒のような形で切り返して技ありを取った。このポイントを守りきったシルバが優勝することとなったが、ポイントを取った場面ではシルバの腕がドルジスレンの脚にもろに触れていたために、帯から下に触れる行為を反則負けとする現行ルールに抵触する行為だとして、モンゴルのファンからIJFのFacebookに抗議や侮辱の声が渦巻くことになった。これに対してIJFは、シルバはポイントを取った際に標準的な組み方をしており、テクニカルアセスメントに記されている「取が両手でしっかりと組んで攻撃している場合、攻撃中に（取の腕が）受の脚に触れてもよい」に違反しておらず、シルバの攻撃に問題はなかったとの公式見解を示した。2017年の世界選手権ではモンゴルの大統領でモンゴル柔道連盟会長でもあるハルトマーギーン・バトトルガが観戦するなか決勝まで勝ち上がると、芳田司を相手にGS含めて13分近い戦いの末に腰車で技ありを取って優勝した。ワールドマスターズでは決勝で芳田を指導2で破って、今大会史上初となる4連覇を達成した。2018年のグランドスラム・エカテリンブルグでは準々決勝で玉置桃に9分近い戦いの末に背負投の技ありで敗れて3位だった。アジア大会では準々決勝で北朝鮮のキム・ジナに敗れて3位だった。世界選手権では準決勝でイギリスのネコダ・スミス＝デイビスに一本負けして3位だった。2021年7月に日本武道館で開催された東京オリンピックでは初戦で敗れた。
なお、サンボの世界選手権では2012年から56kg級で3連覇を成し遂げた。

## 主な戦績
- 2010年 - アジアジュニア 優勝
- 2010年 - ワールドカップ・タシュケント 3位
- 2010年 - ワールドカップ・スウォン 3位
- 2011年 - アジア選手権 個人戦 5位、団体戦 2位
- 2011年 - ワールドカップ・ウランバートル 3位
- 2011年 - ワールドカップ・アルマトイ 3位
- 2011年 - ワールドカップ・アピア 3位
- 2011年 - グランプリ・青島 5位
- 2012年 - ワールドカップ・ブダペスト 3位
- 2012年 - グランプリ・デュッセルドルフ 3位
- 2012年 - アジア選手権 個人戦 3位、団体戦 2位
- 2012年 - ワールドカップ・ウランバートル 優勝
- 2012年 - グランプリ・アブダビ 5位
- 2012年 - グランプリ・青島 優勝
- 2013年 - アジア選手権 個人戦 3位、団体戦 2位
- 2013年 - グランドスラム・バクー 3位
- 2013年 - ワールドマスターズ 優勝
- 2013年 - グランプリ・ウランバートル 優勝
- 2013年 - グランプリ・青島 5位
- 2014年 - ヨーロッパオープン・ローマ 3位
- 2014年 - グランプリ・ウランバートル 2位
- 2014年 - グランプリ・ブダペスト 5位
- 2014年 - 世界選手権 5位
- 2014年 - 世界団体 2位
- 2014年 - アジア競技大会 3位
- 2015年 - グランプリ・デュッセルドルフ 2位
- 2015年 - グランプリ・トビリシ 優勝
- 2015年 - アジア選手権 個人戦 7位、団体戦 3位
- 2015年 - ワールドマスターズ 優勝
- 2015年 - グランプリ・ウランバートル 優勝
- 2015年 - ユニバーシアード 優勝
- 2015年 - 世界選手権 3位
- 2015年 - グランドスラム・パリ 2位
- 2015年 - グランプリ・青島 優勝
- 2015年 - グランドスラム・東京 3位
- 2016年 - グランドスラム・パリ 2位
- 2016年 - アジア選手権 優勝
- 2016年 - ワールドマスターズ 優勝
- 2016年 - リオデジャネイロオリンピック 2位
- 2016年 - グランドスラム・東京 3位
- 2017年 - グランプリ・デュッセルドルフ 2位
- 2017年 - アジア選手権 個人戦 5位、団体戦 2位
- 2017年 - グランプリ・フフホト 2位
- 2017年 - 世界選手権 優勝
- 2017年 - グランドスラム・アブダビ 優勝
- 2017年 - ワールドマスターズ 優勝
- 2018年 - グランドスラム・エカテリンブルグ 3位
- 2018年 -　アジアオープン・台北　優勝
- 2018年 - アジア大会　3位
- 2018年 -　世界選手権　3位
- 2019年 - グランドスラム・デュッセルドルフ　3位
- 2019年 - アジアパシフィック柔道選手権　団体戦　3位
- 2019年 -　グランドスラム・大阪　3位
- 2020年 -　グランドスラム・パリ　2位
- 2020年 -　グランドスラム・デュッセルドルフ　3位
- 2021年 -　東京オリンピック混合団体　7位

（出典、JudoInside.com）